# Podosilis pallidiventris
Podosilis pallidiventris is een keversoort uit de familie soldaatjes (Cantharidae). De wetenschappelijke naam van de soort werd in 1889 gepubliceerd door Léon Marc Herminie Fairmaire.